# Norm Coleman
Pour les articles homonymes, voir Coleman.
Norman Bertram Coleman Jr., dit Norm Coleman, né le 17 août 1949 à New York, est un homme politique américain. Membre du Parti démocrate jusqu'en 1996, il rejoint dès lors le Parti républicain. Il est maire de Saint Paul de 1994 à 2002, puis sénateur du Minnesota au Congrès des États-Unis de 2003 à 2009.

## Biographie

### Carrière juridique
Après des études en droit certifiée par un diplôme de l'université de l'Iowa en 1976, Coleman travaille pendant dix-sept ans au bureau de l'attorney général du Minnesota, notamment en tant que procureur en chef ou conseiller juridique de l'État.

### Maire de Saint Paul
En 1993, Norm Coleman est élu maire de Saint Paul dans le Minnesota sous l'étiquette du Parti démocrate des fermiers et ouvriers (DFL). Il quitte le Parti démocrate en 1996 et rejoint le Parti républicain, dans le sillage de la révolution républicaine deux ans auparavant. L'année suivante, il est facilement réélu maire de Saint Paul face à la sénatrice d'État démocrate Sandy Pappas.
En 1998, Coleman reçoit l'investiture républicaine pour être gouverneur du Minnesota. Son principal adversaire est le démocrate Hubert H. Humphrey III (surnommé Skip), procureur général du Minnesota et fils de Hubert Humphrey. À la fin du mois d'octobre, Coleman est donné au coude-à-coude avec Humphrey, qui est handicapé par les bons résultats du candidat du Parti de la réforme, l'ancien catcheur Jesse Ventura,. À la surprise de nombreux observateurs politiques, c'est Ventura qui remporte l'élection avec 37 % des voix, devant Coleman (34 %) et Humphrey (28 %).

### Sénateur

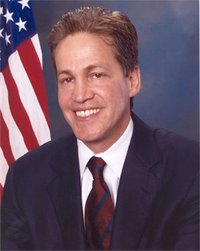
Portrait de Norm Coleman au Sénat des États-Unis.

Coleman se présente aux élections sénatoriales de 2002 face au démocrate sortant Paul Wellstone. Coleman reçoit le soutien du président George W. Bush et l'élection est considérée comme serrée. Onze jours avant les élections, Wellstone meurt dans un accident d'avion. Le 31 octobre, l'ancien vice-président Walter Mondale accepte la nomination du Parti démocrate pour remplacer Wellstone lors de l'élection. Coleman est élu sénateur des États-Unis le 5 novembre 2002 avec 49,5 % des suffrages contre 47,3 % pour Mondale.
Coleman est membre de quatre commissions du Sénat, dont celle chargée des affaires internationales. Il est également le président de la Commission permanente des enquêtes.
En 2004, Coleman est battu d'une seule voix de majorité à la présidence du comité national des sénateurs républicains par Elizabeth Dole.
En décembre 2004, il appelle à la démission de Kofi Annan de son poste de secrétaire général des Nations unies à la suite de la découverte de fraudes dans le programme onusien « pétrole contre nourriture » à destination de l'Irak de Saddam Hussein et l'implication de son fils, Kojo Annan, dans ces abus.
Le sénateur Coleman est d'ailleurs connu pour ses critiques du fonctionnement de l'ONU.
En mai 2005, il publie un rapport avec le sénateur démocrate Carl Levin du Michigan mettant en cause des personnalités étrangères dont les hommes politiques français Charles Pasqua et britannique George Galloway, dans les abus du programme irakien « pétrole contre nourriture ».
En novembre 2008, il est candidat à sa réélection. Opposé à l'humoriste et militant Al Franken, il devance ce dernier de quelques centaines de voix mais un recompte est organisé pour les départager. Le 3 janvier 2009, son mandat de sénateur des États-Unis expire et son siège est laissé vacant en raison de l'impossibilité de déclarer un vainqueur dans l'attente des résultats définitifs. Le 5 janvier, le résultat final, certifié par le secrétaire d'État du Minnesota, le donne perdant par seulement 225 voix sur un total de près de trois millions. Cependant le sénateur du Texas John Cornyn se dit prêt à engager un procédure de fillibuster pour empêcher Franken de siéger au Sénat. Coleman conteste ses résultats, mais le 30 juin suivant, la Cour suprême de l'État confirme l'élection de Franken qui prend ses fonctions le 7 juillet.

## Vie privée
Norm Coleman est marié et a deux enfants.